# Lytta pyrrhodera
Lytta pyrrhodera – gatunek chrząszcza z rodziny majkowatych.

## Występowanie
Gatunek ten jest endemitem Madagaskaru.